# Parafia Matki Bożej Różańcowej w Trzebini
Parafia Matki Bożej Różańcowej w Trzebini – parafia rzymskokatolicka znajdująca się w Trzebini, w dekanacie Żywiec diecezji bielsko-żywieckiej. Erygowana w 1982 roku. 

## Proboszczowie
- ks. prał. Stanisław Kuczek (1982–2014), budowniczy kościoła[1]
- ks. Piotr Krzystek (od 24 sierpnia 2014 administrator, od 2020 proboszcz[2])